# Orthetrum balteatum
Orthetrum balteatum är en trollsländeart som beskrevs av Maurits Anne Lieftinck 1933. Orthetrum balteatum ingår i släktet Orthetrum och familjen segeltrollsländor. IUCN kategoriserar arten globalt som livskraftig. Inga underarter finns listade i Catalogue of Life.